# Kleinkapitaal

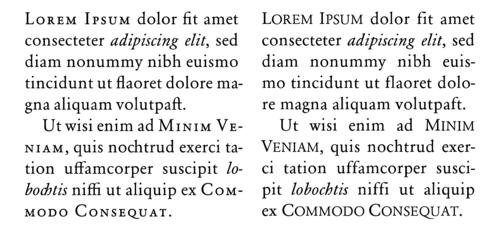
Voorbeeld van echte en valse kleinkapitalen in een proeftekst. Links echte kleinkapitalen (en ligaturen) in twaalf punt, gezet in pdfT_{E}X, rechts valse kleinkapitalen in Microsoft Word in hetzelfde lettertype

In de typografie is een kleinkapitaal een letter die de x-hoogte heeft van een kleine letter, maar gliefen gebruikt om op een kapitaal te lijken van het betreffende lettertype. Kleinkapitalen worden gebruikt om te voorkomen dat afkortingen als abc en spqr te veel uit de tekst springen – dus niet ABC en SPQR.
Er wordt onderscheid gemaakt tussen echte kleinkapitalen en valse kleinkapitalen. Echte kleinkapitalen zijn voor de leesbaarheid veelal in verhouding iets breder en met dikkere stokken. Valse kapitalen zijn verkleinde hoofdletters waarbij de kapitalen in een kleiner korps worden gezet om de x-hoogte overeen te laten komen met de kleine letters. Valse kleinkapitalen worden vaak door computers gebruikt, maar worden afgeraden omdat ze ofwel te groot zijn, ofwel te dun worden door de schaling, zoals ABC en SPQR.
De kleinkapitaal werd voor het eerst gebruikt door Aldus Manutius in 1501.
| Kapitaal | Kleinkapitaal | Vals kleinkapitaal |
| -------- | ------------- | ------------------ |
| ABC      | abc           | ABC                |
| SPQR     | spqr          | SPQR               |

Romeinse cijfers en afkortingen worden soms in kleinkapitaal gezet, al worden veel afkortingen in het Nederlands met kleine letters geschreven. Ook auteursnamen worden wel in kleinkapitaal gezet. Bij het script van een toneelstuk worden sprekende personages zo wel weergegeven voorafgaand aan hun tekst.